# ロジータ (セサミストリート)
ロジータ（Rosita）は、アメリカ合衆国の子供向け番組「セサミストリートに登場するマペットのキャラクター。歴史と地理が得意なほか、アメリカ英語とスペイン語も得意でスペイン語のお勉強を視聴者に教えていることがあり、この番組では史上初のバイリンガル常連マペットである。ロジータはメキシコ出身。彼女はいつもギターを弾くのが大好きで、シーズン30の第3794話でルイス・ロドリゲス（演：エミリオ・デルガード）から演奏の仕方を教えてもらったことがある。

## 歴史
ロジータはフルーツコウモリに似た外見でデザインされ、ロジータ・ラ・ラモンストルア・デ・ラス・クエパス（洞窟の怪物）という名前が刻まれていた。彼女の翼は2004年に放送されたシーズン35で亡くなってしまったが、2021年に放送されたシーズン52で元に戻っている。いつも自身の髪にリボンをつけているが、本当は2つ付けるはずだったが、ゾーイに気を使っているために、1つだけにしている。
ロジータは1991年に放送されたシーズン23の第2888話からこのシリーズに登場しており、かつて「Plaza Sésamo」のパペティアとして働いていたカルメン・オスバールが操演している。
ロジータには家族と親戚がいる。父の名前はリカルドで、母の名前はローサ。リカルドは軍隊に所属していたが、軍務中に大きなケガをしており、現在は車椅子生活を送っている。ローサはメガネをかけている特徴である。この2人はいずれも、アメリカ合衆国で2008年に発売されたDVD「Talk, Listen, Connect: Changes」でデビューした。
ロジータの大好きなおもちゃは、ローラという人形、ガティートという猫のぬいぐるみ、そしてカルメンという紫色の人形である。

## 担当パペティア
- カルメン・オスバール

## 日本語版声優
| 担当声優   | 担当作品 |
| ---------- | --- |
| 小宮和枝   | テレビスぺシャル版セサミストリート「エルモのクリスマス」                                                                                        |
| 滝沢ロコ   | NHK版セサミストリート（シーズン28 - シーズン33） 日本コロムビア版「エルモ・セイヴズ・クリスマス」 教材向けDVD「セサミストリート: エルモサイズ」 |
| 竹田佳央里 | セサミストリート: エルモのおうちで遊ぼう U-NEXT版セサミストリート                                                                               |